# Makoto Fukui
Makoto Fukui (jap. 福井 誠 Fukui Makoto; ur. 28 lutego 1940 w Hamada) – japoński pływak. Dwukrotny medalista olimpijski.
Specjalizował się w stylu dowolnym. Medale zdobywał w wyścigu sztafetowym 4 x 200 metrów stylem dowolnym. W 1960 Japończycy zajęli drugie miejsce, w 1964 – trzecie. Na igrzyskach azjatyckich w 1958 zdobył dwa złote medale – na dystansie 200 metrów kraulem oraz w sztafecie 4 x 200 metrów stylem dowolnym. W 1964 był chorążym reprezentacji Japonii w czasie ceremonii otwarcia igrzysk olimpijskich w Tokio.